# Cécile Mendelssohn Bartholdy

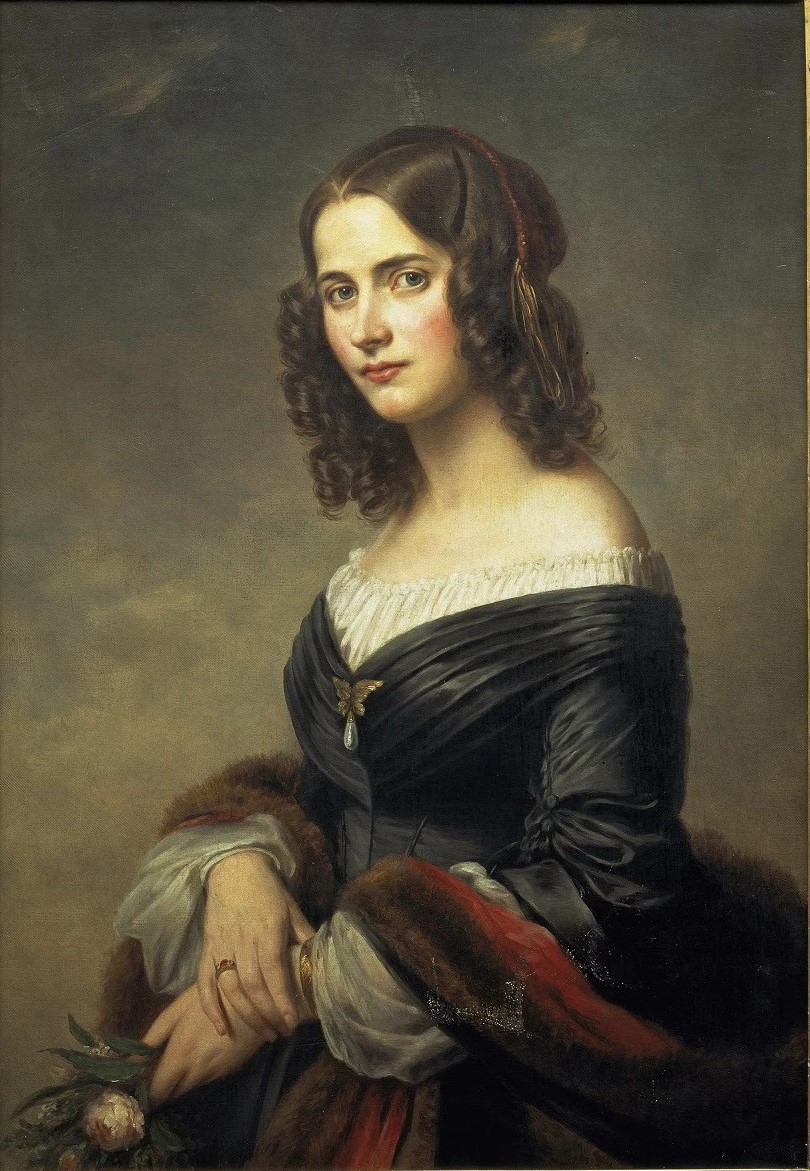
Cécile Mendelssohn Bartholdy, Gemälde von Eduard Magnus

Cécile Charlotte Sophie Mendelssohn Bartholdy, geb. Jeanrenaud (* 10. Oktober 1817 in Lyon; † 25. September 1853 in Frankfurt am Main) war die Ehefrau von Felix Mendelssohn Bartholdy und die Mutter des Historikers Carl Mendelssohn Bartholdy (1838–1897) sowie des Chemikers Paul Mendelssohn Bartholdy (1841–1880).

## Leben
Cécile Jeanrenaud war die jüngere Tochter von August Jeanrenaud (1788–1819) und Elisabeth Wilhelmine Jeanrenaud geb. Souchay de la Duboissière (1796–1871) sowie eine Enkelin des Frankfurter Tuchhändlers Cornelius Carl Souchay. Ihr Vater stammte aus Neuchâtel, wohin seine Vorfahren aus dem Val-de-Travers zugezogen waren. Er war seit 1810 Prediger an der Französisch-reformierten Kirche in Frankfurt am Main gewesen, wo er die Nachfolge von Jean-Daniel Souchay de la Duboissière angetreten hatte. Dieser war der Großvater seiner Frau Elisabeth („Lilli“), die er 1814 heiratete. Die Souchays waren eine einflussreiche hugenottische Familie der Freien Stadt Frankfurt, wo die Reformierten erst seit 1806 mit den Lutheranern gleichgestellt waren. Der Bruder von Cécile Jeanrenaud, Carl Jeanrenaud, wurde Richter und Abgeordneter in Frankfurt.
Weil ihr Vater von schwacher Gesundheit war, zog die Familie 1817 nach Lyon, wo Cécile geboren wurde. Ein Jahr später kehrte die Familie nach Frankfurt zurück. Ihr Vater starb 1819 an Schwindsucht. Seine zweiundzwanzigjährige Witwe wohnte seitdem mit ihren vier Kindern im Hause der Souchays in der Alten Mainzer Gasse am Fahrtor.
Mendelssohn Bartholdy lernte Cécile Jeanrenaud 1836 in Frankfurt kennen, als er dort die Leitung des Cäcilien-Chors in Vertretung für den erkrankten Johann Nepomuk Schelble innehatte. Das Paar verlobte sich am 9. September 1836 im Haus der Jeanrenauds. Am 28. März 1837 fand die Trauung in der Französisch-reformierten Kirche statt. Felix Mendelssohn Bartholdy entwickelte im Laufe der Jahre eine enge Verbindung zur Familie seiner Frau.
Gemeinsam hatte das Paar fünf Kinder, die allesamt in Leipzig, Mendelssohn Bartholdys Hauptwirkungsstätte, zur Welt kamen:
- Carl Wolfgang Paul (7. Februar 1838 – 23. Februar 1897)
- Marie Helene Pauline (2. Oktober 1839 – 28. Oktober 1897)
- Paul Felix Abraham (18. Januar 1841 –  17. Februar 1880)
- Felix August Eduard (1. Mai 1843 – 16. Februar 1851)
- Lili Fanny Henriette Elisabeth (19. September 1845 – 15. Oktober 1910)

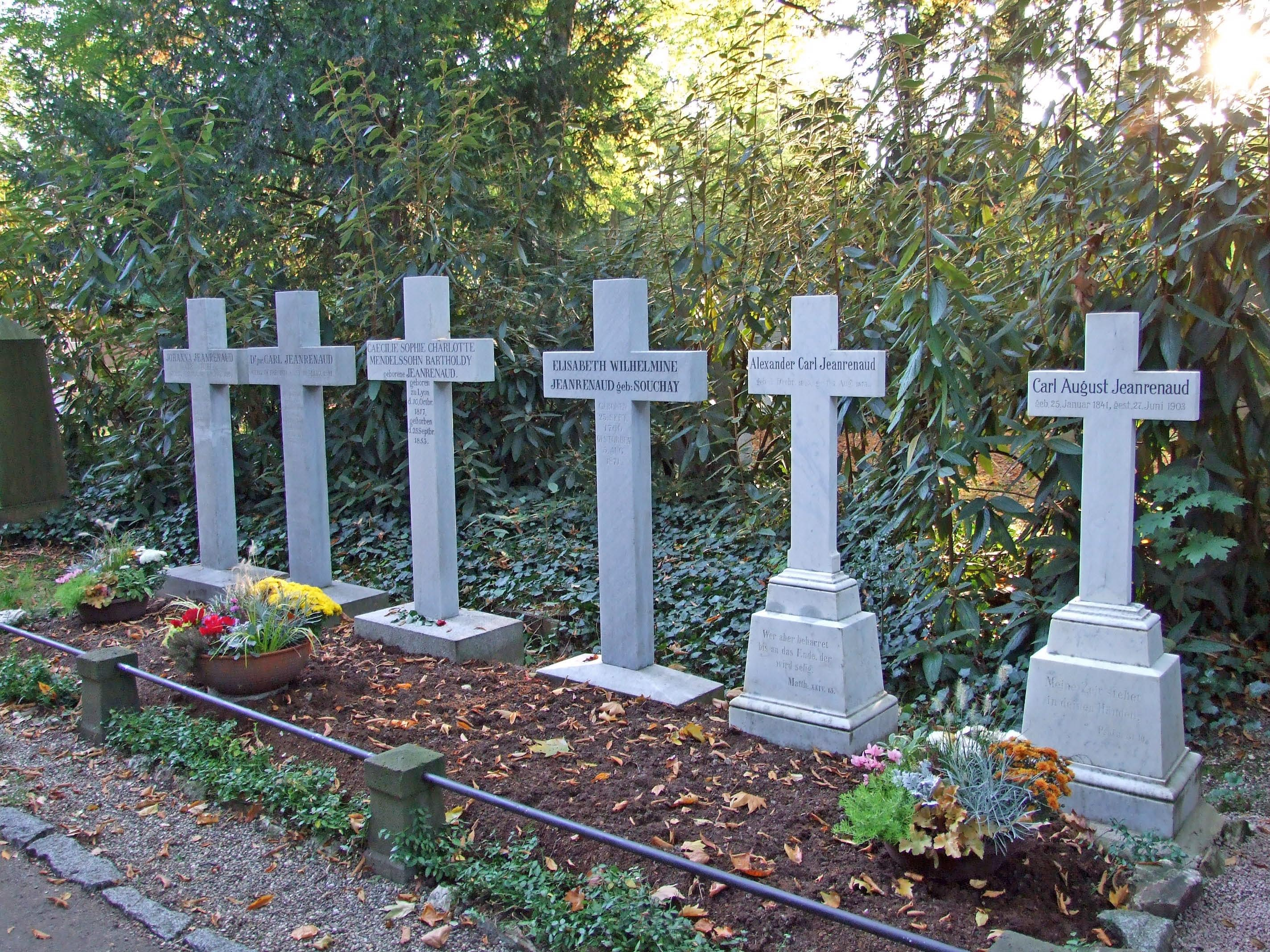
Familiengrabstelle Jeanrenaud auf dem Frankfurter Hauptfriedhof

Nach dem Tod ihres Ehemanns 1847 erkrankte Cécile Mendelssohn Bartholdy. Sie zog mit ihren fünf Kindern nach Berlin zu den Verwandten ihres Mannes.
Cécile Mendelssohn Bartholdy starb am 25. September 1853 bei einem Aufenthalt in Frankfurt. Sie wurde im Familiengrab der Jeanrenauds und Souchays auf dem Hauptfriedhof begraben. Ihr Grabkreuz trägt auf der Rückseite die französische Inschrift: Elle n’est pas ici; pourquoi chercher parmi les morts ceux, qui sont vivants. Es handelt sich um eine Abwandlung des Bibelworts über den auferstandenen Jesus aus Lukas 24,5, das nunmehr auf sie bezogen war: „Sie ist nicht hier. Was sucht ihr die Lebenden bei den Toten?“ Ihre Söhne lebten fortan im Haus von Céciles Schwager, des Bankiers Paul Mendelssohn-Bartholdy, die Töchter wuchsen bei Céciles Mutter in Frankfurt auf.
2004 ließ die Frankfurter Mendelssohn-Gesellschaft das verwitterte Grab Cécile Mendelssohn Bartholdys renovieren. Zur feierlichen Übergabe des erneuerten Grabes am 22. Mai 2005 wurden Musikstücke ihres Gatten gespielt.
Zeitgenössische Berichte heben besonders ihre Anmut und Schönheit hervor. Ihr Neffe Sebastian Hensel charakterisierte sie mit den Worten: „Sie war nicht hervorragend geistreich, nicht tief gelehrt, nicht sehr talentvoll, aber ihr Umgang war so wohltuend ruhig, so erquickend wie die reine Himmelsluft oder das frische Quellwasser“, und Eduard Devrient beschrieb sie in seinen Erinnerungen, die 20 Jahre nach ihrem Tod erschienen: „Cecilie war eine jener süßen weiblichen Erscheinungen, deren stiller und kindlicher Sinn, deren bloße Nähe auf jeden Mann wohltuend und beruhigend wirken musste. Eine schlanke Gestalt, die Gesichtszüge von auffallender Schönheit…“ Mendelssohn Bartholdy galt als versierte Zeichnerin und Malerin.